# Rudy Royston

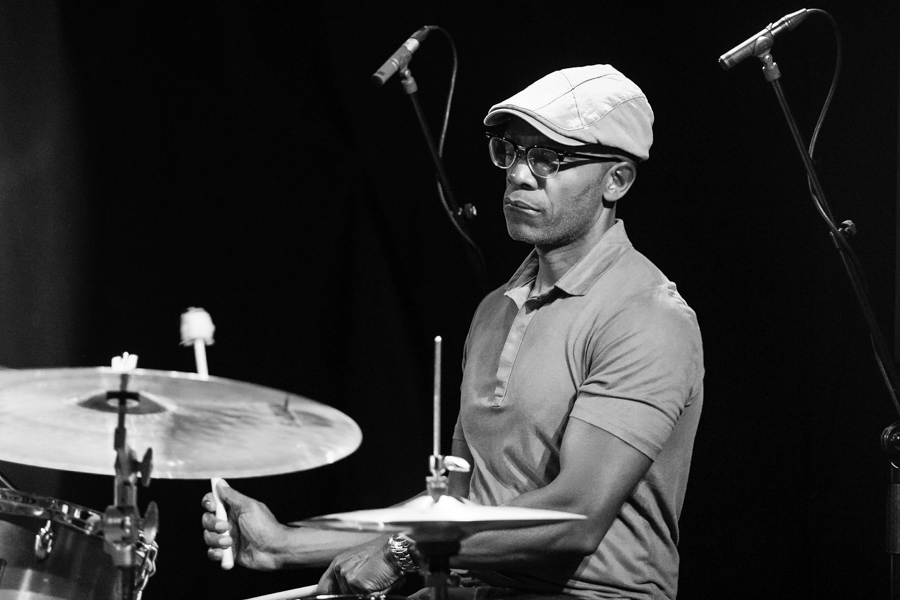
Rudy Royston (2019)
Foto: Tore Sætre

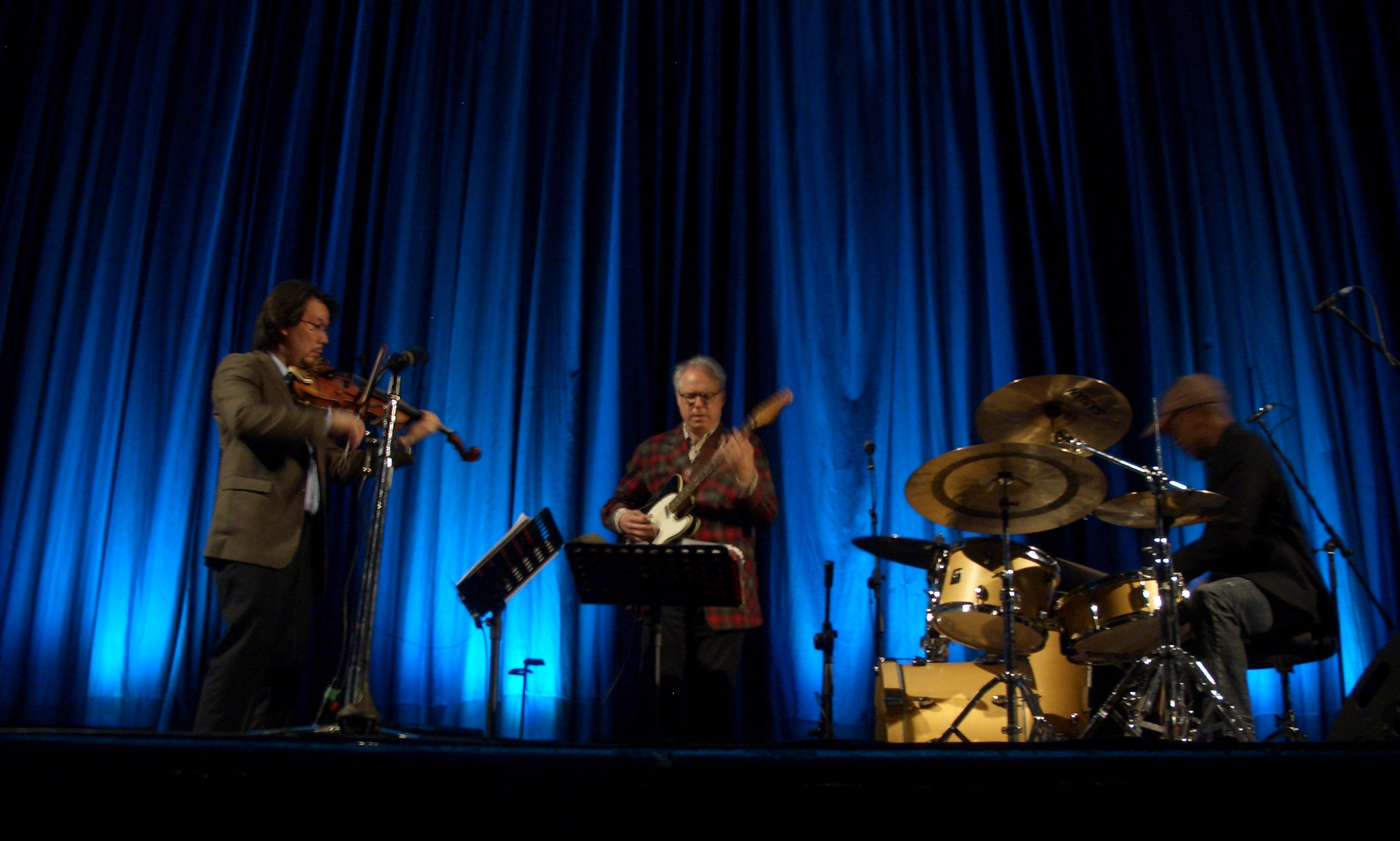
Rudy Royston (rechts) met het trio van Bill Frisell (midden), 2014

Rudy Royston (Fort Worth, circa 1970) is een Amerikaanse jazzdrummer en componist.

## Biografie
Royston speelde al op vroege leeftijd drums en percussie. Hij studeerde marsmuziek-percussie, klassieke percussie en jazz aan de University of Northern Colorado, aan Metropolitan State College of Denver en aan de University of Denver, waar hij een Bachelor-titel verwierf. Hij werkte vanaf de jaren 90 in de jazzscene van Colorado, zijn eerste opnames maakte hij in 1991 met Fred Hess, Ron Miles en Art Lande (Sweet Thunder). In de jaren erna speelde hij o.a. met Laura Newman en Sam Coffmaan. In 2006 vertrok hij naar New York, waar hij studeerde aan de Rutgers-universiteit en aan de Mason Gross School of the Arts, met Victor Lewis als docent.
In 2007 werd Royston lid van het trio van J. D. Allen III. Verder speelde hij in New York in de groepen van Ben Allison, Alex Norris, Dave Douglas, Aruán Ortiz/Michael Janisch, Mike DiRubbo, Steve Cardenas, Brian Landrus, Bill Frisell, Bruce Barth, Linda Oh, Tia Fuller, Jim Snidero, Michael Blake, Béla Szakcsi Lakatos, Rudresh Mahanthappa, Joe Magnarelli, Luis Perdomo, Doug Webb, James Brandon Lewis en George Colligan. Onder eigen naam verschenen van hem de albums 303 en Rise of Orion. In de jazz speelde tussen 1991 en 2017 mee op 81 opnamesessies. Royston woont in Piscataway Township in New Jersey.

## Discografie (selectie)
- 303 (Greenleaf, 2013), met Nadje Noordhuis, Jon Irabagon, Sam Harris, Nir Felder, Mimi Jones, Yasushi Nakamura
- Rise of Orion (Greenleaf, 2016), met Jon Irabagon, Yasushi Nakamura